# Бесщитковые черепахи
Бесщитковые черепахи (Dermochelyoidea или Athecae) — надсемейство скрытошейных черепах. В корне отличаются от остальных современных черепах своим анатомическим строением. Их панцирь не связан со скелетом и состоит из одинарного слоя маленьких многоугольных костных пластинок, плотно соединённых между собой. Рогового панциря нет, и тело черепахи одето кожей, которая в молодости покрыта множеством мелких роговых щиточков, а к зрелому возрасту становится гладкой.
Учитывая все анатомические особенности бесщитковых черепах, предполагается, что ещё со времён триасового периода эта группа развивалась отдельным эволюционным путём. Из мезозоя известны гигантские бесщитковые черепахи архелон и протостега.
Водный образ жизни наложил свой отпечаток на внешний облик бесщитковых черепах: обтекаемый панцирь и ластообразные конечности делают их похожими на морских черепах (Chelonioidea). Но это лишь конвергентное сходство.

## Классификация
Бесщитковые черепахи представлены в современной фауне единственным семейством, родом и видом.
- Надсемейство Бесщитковые черепахи (Dermochelyoidea)
  - Семейство Кожистые черепахи (Dermochelyidae)
    - Род Dermochelys
      - Кожистая черепаха (Dermochelys coriacea)

  - Семейство † Protostegidae